# صابوغيات الأعماق
صابوغيات الأعماق (الاسم العلمي: Bathyclupeidae)، فصيلة أسماك بحرية من الفرخيات. توجد في المياه الاستوائية للمحيط الأطلسي وخليج المكسيك والمحيط الهندي والمحيط الهادئ. يصل طولها إلى حوالي 20 سم.